# Snaefell Mountain Course
Snaefell Mountain Course eller blott Mountain Course är en roadracingbana på landsväg belägen på Isle of Man. Den nyttjas för tävlingarna Isle of Man TT och Manx Grand Prix. De har arrangerats på Mountain Course sedan 1911 respektive 1923 och körs på allmänna vägar som stängs av för allmänheten under evenemagen. Mountain Course är den äldsta banan för motorcykel-racing som fortfarande används. 
Banan är 60,73 km lång. Starten ligger på A2 Glencrutchery Road i staden Douglas. Banan följer ett antal allmänna vägar runt Isle of Man, som A2 från Douglas till Ramsey, A1 från Douglas till Peel, A3 från Castletown till Ramsey Road och A18 Snaefell Mountain Road. Banans högsta punkt ligger på A18 Mountain Road mellan Bungalow och Hailwood's Height 422 meter över havet. ( 54°14′47.47″N 4°27′57.18″V / 54.2465194°N 4.4658833°V).

## Galleri

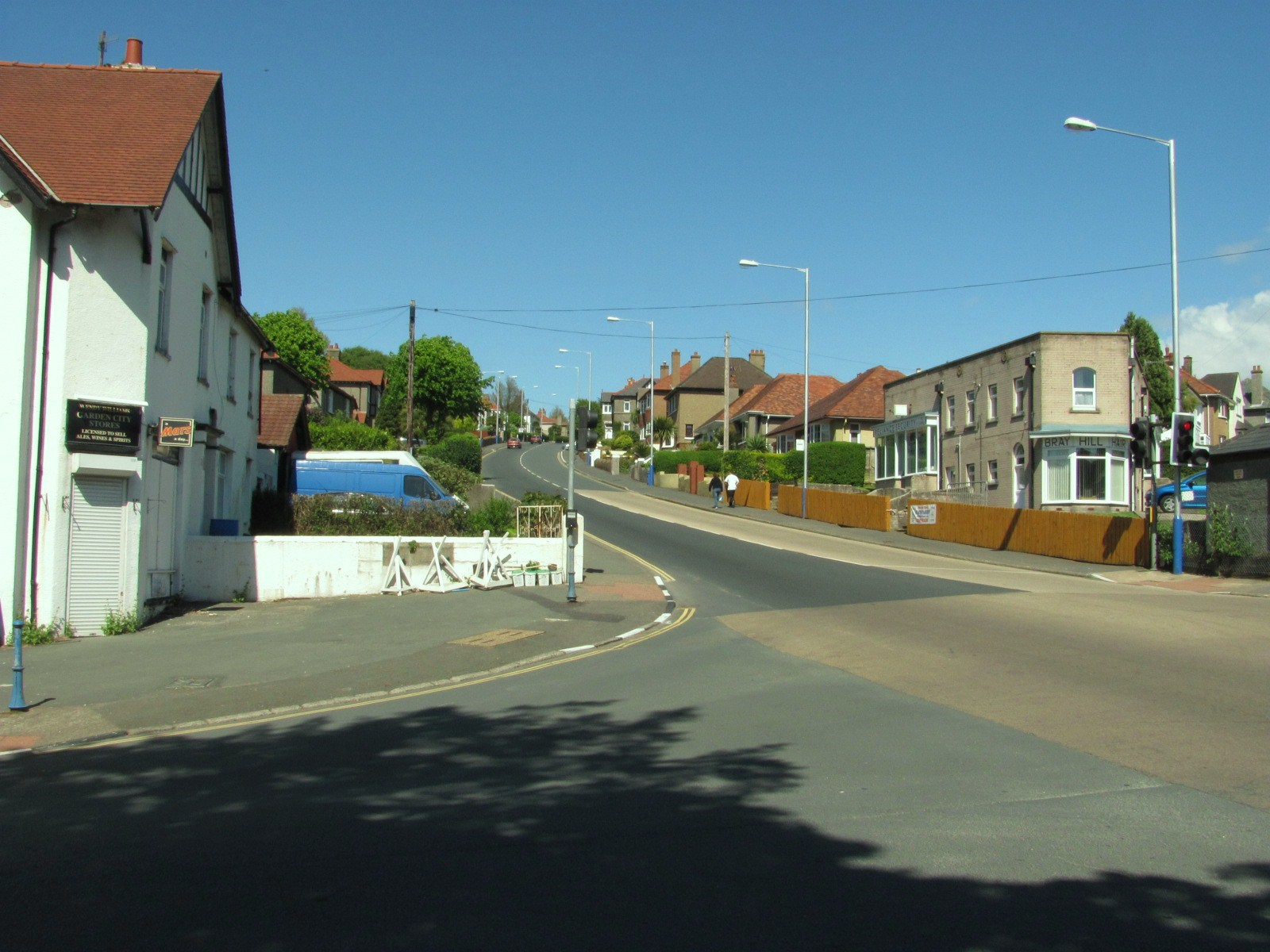
Bray Hill
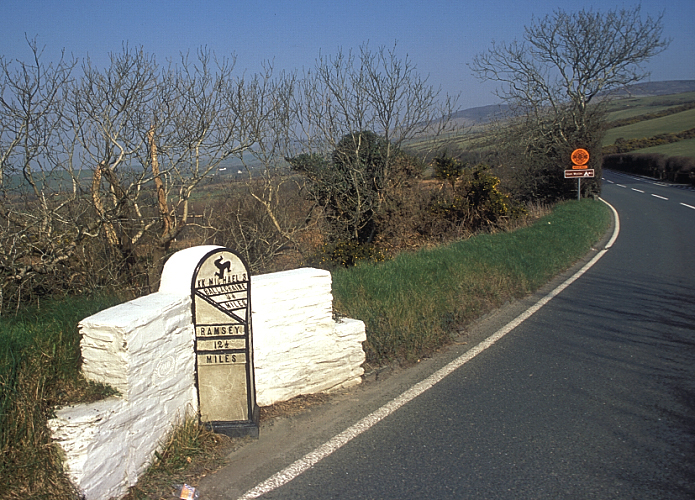
11th Milestone
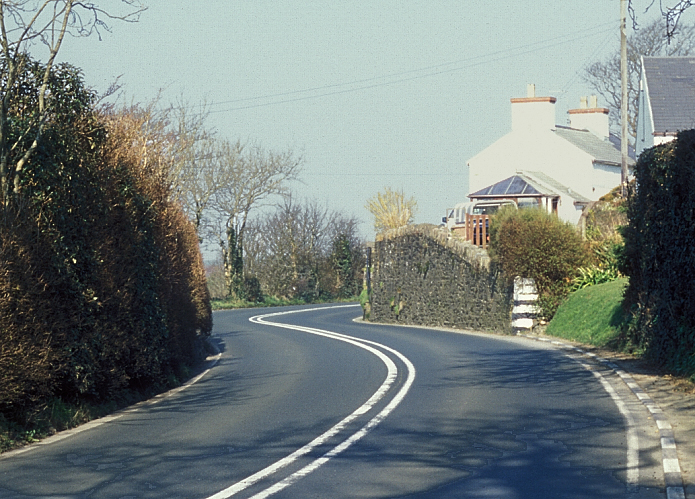
Handley’s Corner
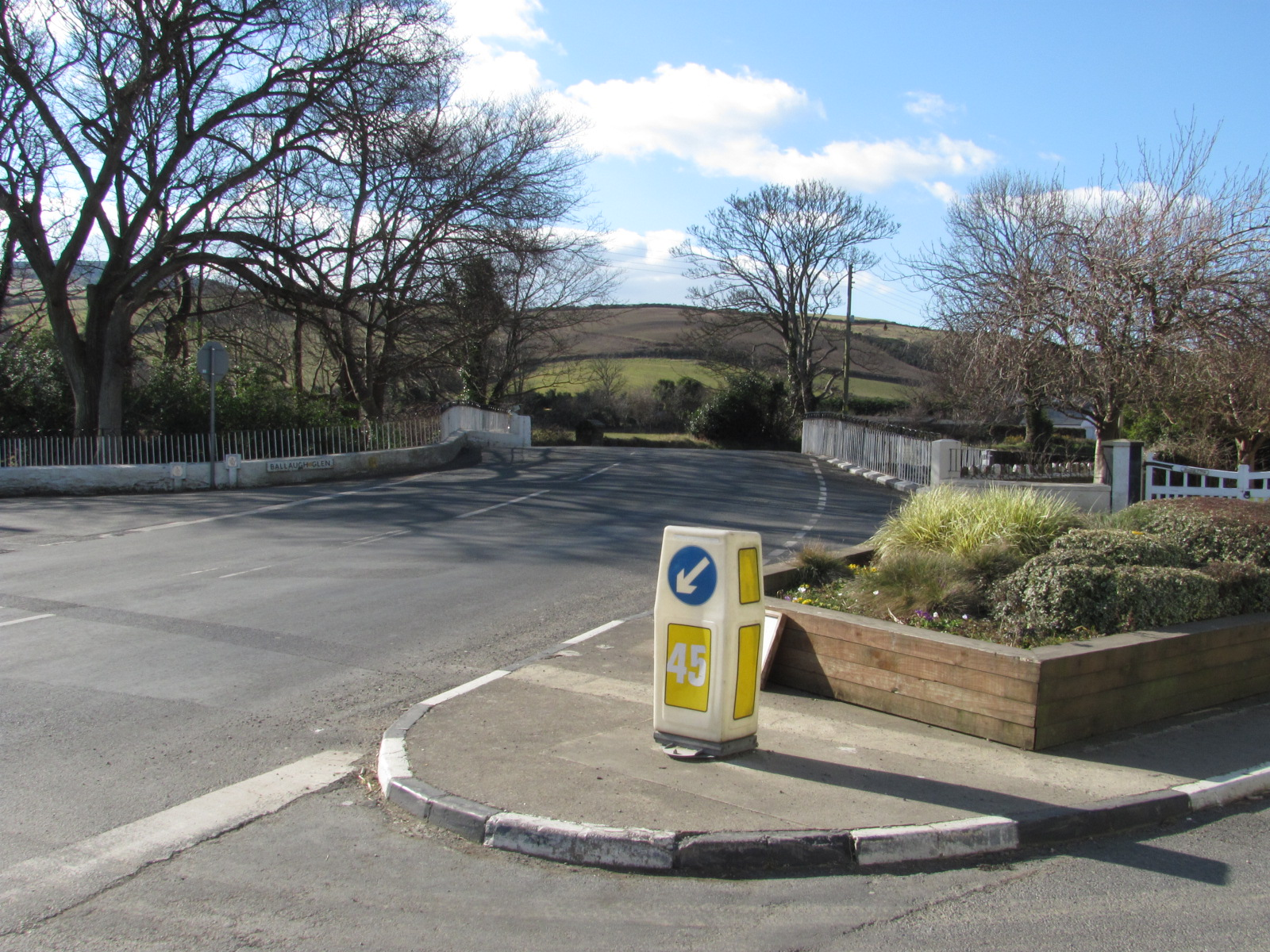
Ballaugh Bridge
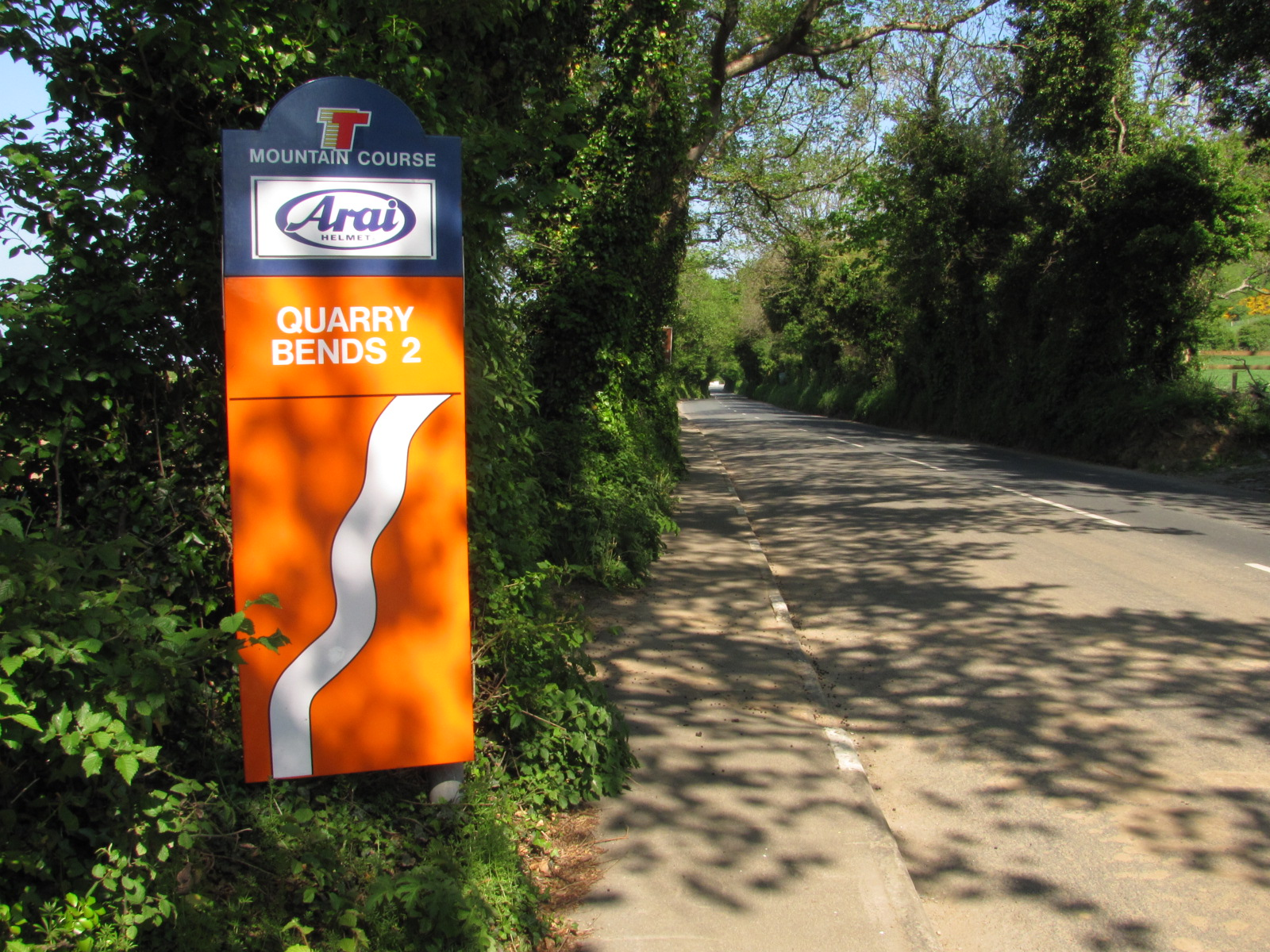
Quarry Bends
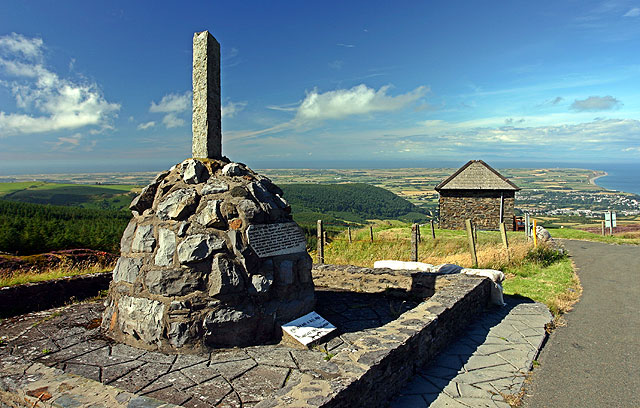
Guthrie’s Memorial
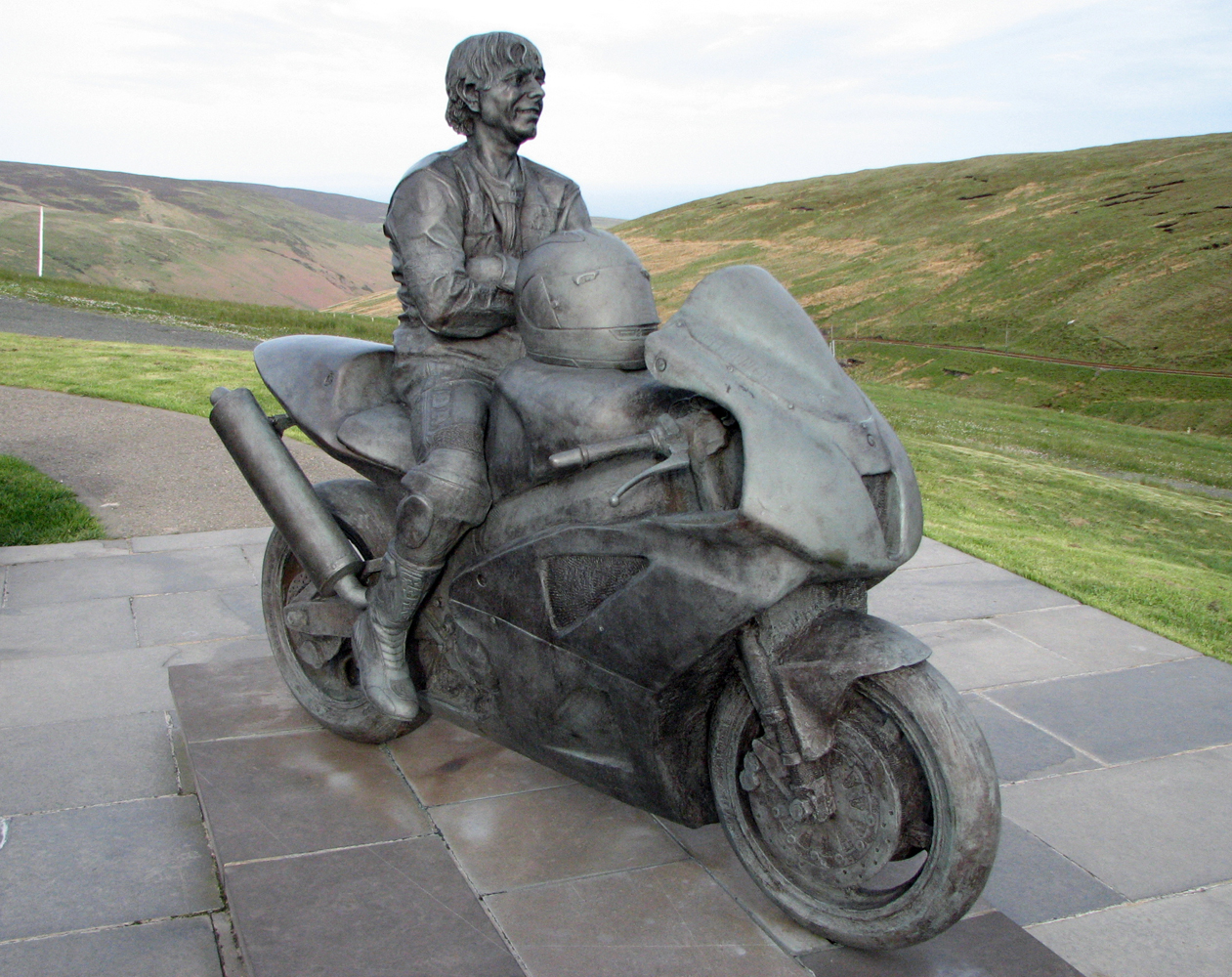
Dunlop-Memorial vid Bungalow Bridge
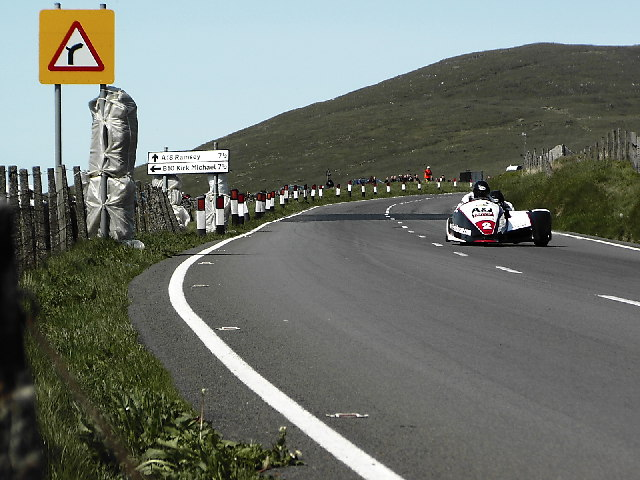
Brandywell
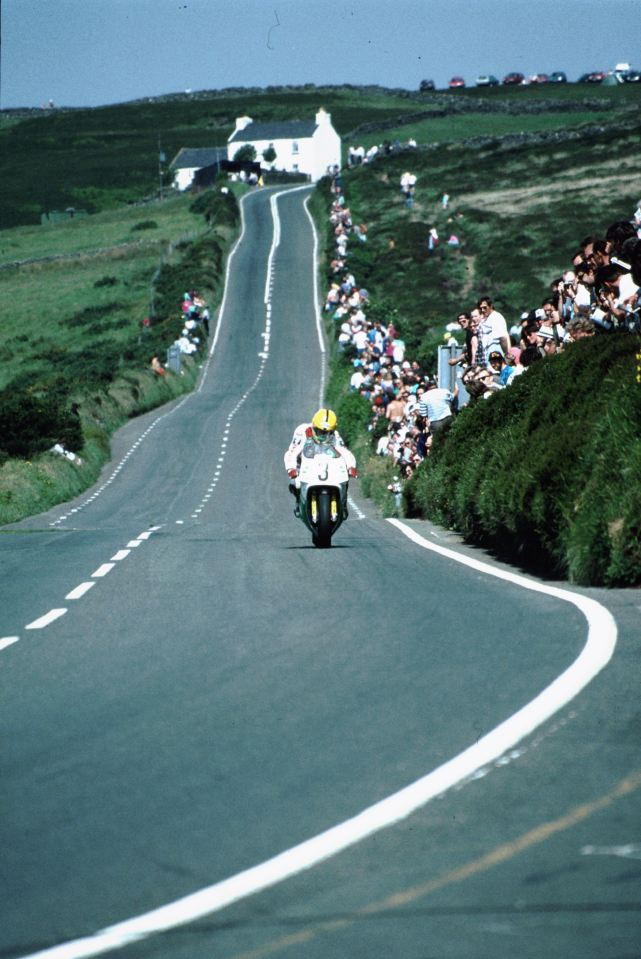
Kate’s Cottage
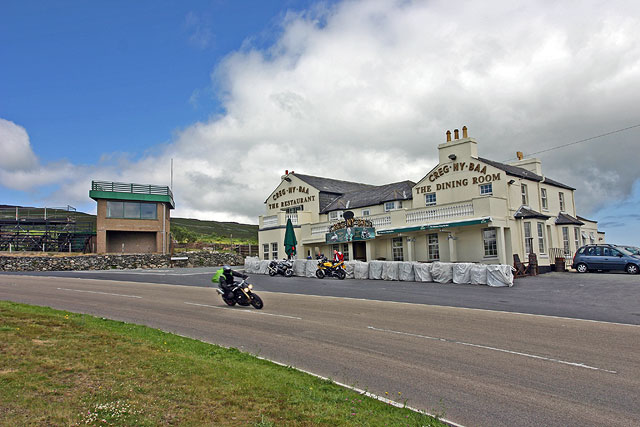
Creg-ny-Baa
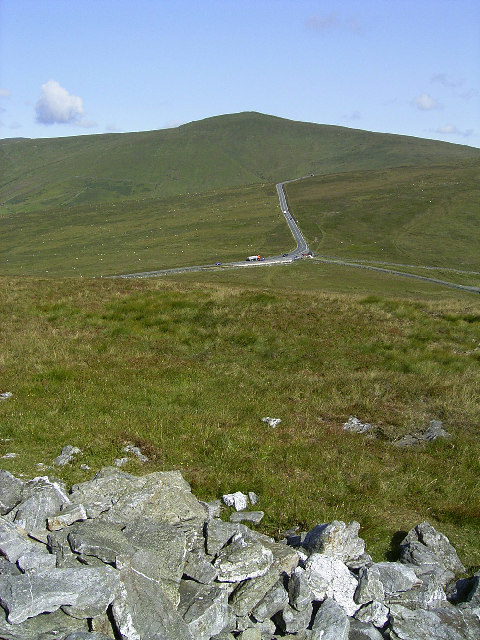
Windy Corner
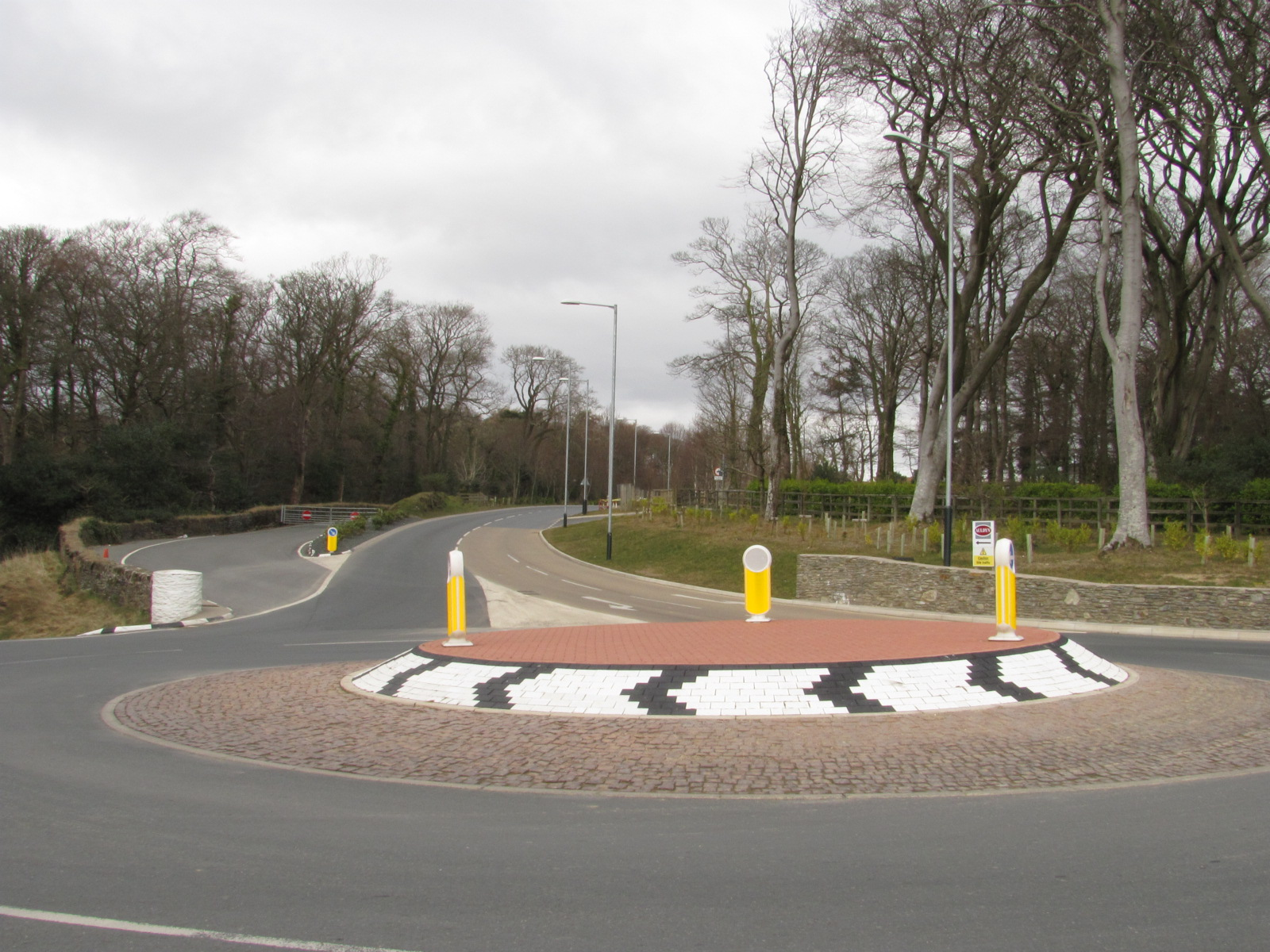
Governor’s Bridge